# Changyang
För andra betydelser, se Changyang (olika betydelser).
Changyang är ett autonomt härad för tujia-folket som lyder under Yichangs stad på prefekturnivå i Hubei-provinsen i centrala Kina.